# 仁和镇 (江安县)
仁和镇，原为仁和乡，是中华人民共和国四川省宜宾市江安县下辖的一个乡镇级行政单位。2019年8月，撤销仁和乡，设立仁和镇，以原仁和乡所属行政区域为仁和镇的行政区域。

## 行政区划
仁和镇下辖以下地区：
仁和社区、桂花村、鹿鸣村、石仓村、义合村、仁义村、月亮村、会龙村、青年村、佛耳村、同太村、保证村、来龙村、川山村、水口村和伏龙村。